# ديه تيسون
ديه تيسون (بالإنجليزية: Desmond Tyson)‏ هو لاعب كرة مضرب أسترالي، ولد في 26 سبتمبر 1965 في غريفيث في أستراليا.

## وصلات خارجية
- ديه تيسون على موقع رابطة محترفي التنس (الإنجليزية)
- ديه تيسون على موقع الاتحاد الدولي لكرة المضرب (الإنجليزية)
- ديه تيسون على موقع خلاصة التنس.كوم (الإنجليزية)